# Christian Garrison
Pour les articles homonymes, voir Garrison.
Christian Garrison, né le 14 février 1942 à Monroe (Louisiane) et mort le 2 juillet 2020 à Winston-Salem (Caroline du Nord), est un écrivain américain, auteur de roman policier.

## Biographie
Christian Garrison enseigne l'anglais et l'art dramatique, puis travaille dans l'industrie cinématographique.
En 1973, il publie son premier roman, Little Pieces Of The West Wind. Paru en 1981, Le respect se perd (Paragon Man) est son seul roman traduit en français. Selon Claude Mesplède et Jean-Jacques Schleret, « le charme de cette histoire très classique provient du ton blasé et de l'humour du détective qui, par ailleurs, souffre d'un ulcère de l'estomac ».

## Œuvre

### Romans
- Little Pieces Of The West Wind (1973)
- Flim and Flam and the Big Cheese (1975)
- The Dream Eater (1978)
- Snakedoctor (1980)
- Paragon Man (1981) Publié en français sous le titre Le respect se perd, Paris, Éditions Gallimard, coll. « Série noire » no 1877 (1982)  (ISBN 2-07-048877-2)

### Sources
- Les Auteurs de la Série noire, Claude Mesplède et Jean-Jacques Schleret, p. 193, Joseph K. (1996)  (ISBN 9-782-91068611-6)  : document utilisé comme source pour la rédaction de cet article.